# Maxwell-egyenletek
A Maxwell-egyenletek négy egyenlet, melyet James Clerk Maxwell állított fel, hogy leírja mind az elektromos, mind a mágneses tér viselkedését, valamint kölcsönhatásukat az anyaggal.

## Az egyenletek
| Megnevezés                             | Differenciális alak                                                                                 | Integrális alak | Szemléletes jelentése |
| -------------------------------------- | --------------------------------------------------------------------------------------------------- | --- | --- |
| Gauss-törvény                          | {\displaystyle \nabla \cdot \mathbf {D} =\rho }                                                     | {\displaystyle \oint _{A}\mathbf {D} \cdot d\mathbf {A} =\int _{V}\rho \cdot dV={Q}}                                                                    | Az elektromos tér forrásos, azaz elektromos töltés jelenlétében erővonalak indulnak a pozitív töltésekről, melyek a negatív töltéseken végződnek. |
| Faraday–Lenz-törvény                   | {\displaystyle \nabla \times \mathbf {E} =-{\frac {\partial \mathbf {B} }{\partial t}}}             | {\displaystyle \oint _{l}\mathbf {E} \cdot d\mathbf {l} =-\ {d \over dt}\int _{A}\mathbf {B} \cdot d\mathbf {A} }                                       | A mágneses indukció változása örvényes elektromos teret indukál, amelynek iránya ellenkező mint az őt létrehozó változás.                         |
| Gauss mágneses törvénye                | {\displaystyle \nabla \cdot \mathbf {B} =0}                                                         | {\displaystyle \oint _{A}\mathbf {B} \cdot d\mathbf {A} =0}                                                                                             | A mágneses tér forrásmentes, azaz a mágneses tér erővonalai önmagukba záródnak.                                                                   |
| Ampère-törvény Maxwell kiegészítésével | {\displaystyle \nabla \times \mathbf {H} =\mathbf {j} +{\frac {\partial \mathbf {D} }{\partial t}}} | {\displaystyle \oint _{l}\mathbf {H} \cdot d\mathbf {l} =\int _{A}\mathbf {j} \cdot d\mathbf {A} +{d \over dt}\int _{A}\mathbf {D} \cdot d\mathbf {A} } | Az elektromos áram, illetve a folytonossági egyenlet kielégítéséből adódó eltolási áram mágneses teret hoz létre.                                 |

továbbá B= µH, ahol µ a közeg mágneses permeabilitása, valamint D=εE, ahol ε a közeg elektromos permittivitása. Ebben a formájában az egyenleteket nevezik makroszkopikus Maxwell-egyenleteknek, vagy Maxwell-egyenleteknek anyagban. Amennyiben a permittivitás és a permeabilitás esetén a vákuumértéket vesszük, valamint az elektromos eltolás és a mágneses térerősség helyére a megfelelő képlettel behelyettesítjük az elektromos térerősséget és a mágneses indukciót, akkor megkapjuk az ún. mikroszkopikus egyenleteket vagy Maxwell-egyenleteket vákuumban. Ezek anyagban is használhatók, de akkor az anyagot részecskénként kell számításba venni a vákuumban, ami általában megoldhatatlanul bonyolult problémához vezet:
| Megnevezés                             | Differenciális alak | Integrális alak |
| -------------------------------------- | --- | --- |
| Gauss-törvény                          | {\displaystyle \nabla \cdot \mathbf {E} ={\frac {\rho }{\varepsilon _{0}}}}                                                              | {\displaystyle \oint _{A}\mathbf {E} \cdot d\mathbf {A} =\int _{V}{\frac {\rho }{\varepsilon _{0}}}\cdot dV={\frac {Q}{\varepsilon _{0}}}}                                              |
| Faraday–Lenz-törvény                   | {\displaystyle \nabla \times \mathbf {E} =-{\frac {\partial \mathbf {B} }{\partial t}}}                                                  | {\displaystyle \oint _{l}\mathbf {E} \cdot d\mathbf {l} =-\ {d \over dt}\int _{A}\mathbf {B} \cdot d\mathbf {A} }                                                                       |
| Gauss mágneses törvénye                | {\displaystyle \nabla \cdot \mathbf {B} =0}                                                                                              | {\displaystyle \oint _{A}\mathbf {B} \cdot d\mathbf {A} =0} |
| Ampère-törvény Maxwell kiegészítésével | {\displaystyle \nabla \times \mathbf {B} =\mu _{0}\left(\mathbf {j} +\varepsilon _{0}{\frac {\partial \mathbf {E} }{\partial t}}\right)} | {\displaystyle \oint _{l}\mathbf {B} \cdot d\mathbf {l} =\mu _{0}\int _{A}\mathbf {j} \cdot d\mathbf {A} +\mu _{0}\varepsilon _{0}{d \over dt}\int _{A}\mathbf {E} \cdot d\mathbf {A} } |

Fenti táblázatokban a divergenciás egyenletekből adódó Gauss-típusú integrálok zárt felületeken értendőek, a térfogati integrál pedig az ezen felület által bezárt térfogaton. A rotációs egyenletekből adódó Stokes-típusú integrálok közül a vonalintegrálokat zárt hurkon kell kiszámítani, az egyenletek folytatásaként adódó felületi integrálok pedig ezen hurokra illeszkedő nyílt szájú kifelé irányított zsákfelületre vonatkoznak.

### Az egyenletekben szereplő mennyiségek
A következő táblázat megadja az egyenletekben szereplő mennyiségek nevét és mértékegységét Méter/Szekundum/Volt/Ampermértékegységrendszerben. (Ez abban különbözik az SI-mértékegységrendszertől, hogy az elektrodinamika tárgyalásakor a jobb áttekinthetőség miatt a Kilogramm helyett a Volt mértékegységet tekintik alapvetőnek.)
| Jelölés                      | Név                      | MSVA mértékegység                                                                      |
| ---------------------------- | ------------------------ | -------------------------------------------------------------------------------------- |
| {\displaystyle \mathbf {E} } | elektromos térerősség    | volt per méter: {\displaystyle {\frac {V}{m}}}                                         |
| {\displaystyle \mathbf {H} } | mágneses térerősség      | amper per méter: {\displaystyle {\frac {A}{m}}}                                        |
| {\displaystyle \mathbf {D} } | elektromos eltolás       | amperszekundum per négyzetméter: {\displaystyle {\frac {A\cdot s}{m^{2}}}}             |
| {\displaystyle \mathbf {B} } | mágneses indukció        | Voltszekundum per négyzetméter vagy tesla: {\displaystyle {\frac {V\cdot s}{m^{2}}}=T} |
| {\displaystyle \ {Q}\ }      | elektromos töltés        | amperszekundum vagy coulomb: {\displaystyle A\cdot s=C}                                |
| {\displaystyle \mathbf {j} } | áramsűrűség              | amper per négyzetméter: {\displaystyle {\frac {A}{m^{2}}}}                             |
| {\displaystyle \ \rho \ }    | elektromos töltéssűrűség | coulomb per köbméter: {\displaystyle {\frac {C}{m^{3}}}}                               |

## Az egyenletek története
Maxwell 1864-ben először írta fel a négy törvényt együtt, és észrevette, hogy az Ampere-törvény módosításra szorul: a változó elektromos mező ugyanúgy viselkedik, mint az áram, ugyanúgy létrehoz mágneses teret. Ezen tag figyelembe vételével az egyenletekből következik a töltésmegmaradás, ami egy máig alapvetőnek gondolt megmaradási tétel.
Maxwell megmutatta, hogy az egyenletek szerint (ha módosítását figyelembe vesszük) létrejöhetnek elektromágneses hullámok, olyan hullámok, melyekben az oszcilláló elektromos és mágneses mező halad (mai tudásunk szerint) vákuumban. Az akkor elérhető adatokat felhasználva a hullámok terjedési sebességet Maxwell 310 740 000 m/s nagyságúnak számította ki. Maxwell (1865) ezt írta:
Ez a sebesség olyan közel esik a fényéhez, hogy erős okunk van feltételezni, hogy a fény maga (beleértve a hősugárzást és a többi sugárzást ha létezik) elektromágneses zavar, mely hullám formájában terjed az elektromágneses térben az elektromágnesesség törvényei szerint.
Maxwell következtetése helyes volt, de nem érhette meg annak Heinrich Hertz által elvégzett 1888-as igazolását. A fény mennyiségi értelmezése elektromágneses hullámként, melyet Maxwell tett meg, a 19. századi fizika egyik nagy diadala. Valójában Michael Faraday hasonló képet festett a fényről 1846-ban, de nem volt képes annak mennyiségi leírását adni, sebességét megjósolni. A maxwelli elektrodinamika felfedezése nagy hatással volt a fizikára, olyan új elméletek csíráztak ki belőle, mint például a speciális relativitáselmélet. Az elektrodinamika kvantált elmélete, a relativisztikus kvantum-elektrodinamika a mai fizikai elméletek legpontosabbika. Számos gyakorlati felhasználása gazdagítja mindennapi életünket a mikrohullámú sütőtől a lézerkésen át egészen a modern távközlési rendszerekig.

## Az egyenletek megoldása
A differenciális egyenletek matematikai szempontból többváltozós, lineáris, csatolt parciális differenciálegyenlet-rendszert alkotnak, így megoldásukhoz meg kell adni a kezdőfeltételeket és a peremfeltételeket. A divergenciás egyenletek kezdőfeltétel jellegűek: ha fennállnak az elektrodinamikai mozgás kezdetekor, akkor később is érvényesülnek, egyfajta kényszert rónak az elektrodinamikai rendszer időfejlődésére.
A Maxwell-egyenletek megengedik azt is, hogy a megoldás esetleg ugrásszerűen változzon bizonyos felületeken. Ebben az esetben a minden egyes tartományban megoldják a differenciális egyenleteket, majd a tartományok határán az egyes megoldásokat az ún. határfeltételekkel illesztik.
Határfeltételek mikroszkopikus egyenletek esetében:
- 1. Az elektromos térerősség érintőirányú komponense folytonosan megy át a határfelületen: {\displaystyle \mathbf {n} \times (\mathbf {E} _{1}-\mathbf {E} _{2})=0}
- 2. Az elektromos térerősség normális komponense ugrik, ha a felületen töltéseloszlás van jelen: {\displaystyle \mathbf {n} \cdot (\mathbf {E} _{2}-\mathbf {E} _{1})={\frac {\sigma }{\varepsilon _{0}}}}
- 3. A mágneses indukció érintőirányú komponense ugrik, ha a felületen felületi áram van jelen: {\displaystyle \mathbf {n} \times (\mathbf {B} _{2}-\mathbf {B} _{1})=\mu _{0}\mathbf {j} }
- 4. A mágneses indukció normális komponense folytonosan megy át a felületen: {\displaystyle \mathbf {n} \cdot (\mathbf {B} _{1}-\mathbf {B} _{2})=0}

Határfeltételek makroszkopikus egyenletek esetében:
- 1. Az elektromos térerősség érintőirányú komponense folytonosan megy át a határfelületen: {\displaystyle \mathbf {n} \times (\mathbf {E} _{1}-\mathbf {E} _{2})=0}
- 2. Az elektromos indukció normális komponense ugrik, ha a felületen szabad töltéseloszlás van jelen: {\displaystyle \mathbf {n} \cdot (\mathbf {D} _{2}-\mathbf {D} _{1})=\sigma _{sz}}
- 3. A mágneses térerősség érintőirányú komponense ugrik, ha a felületen szabad felületi áram van jelen: {\displaystyle \mathbf {n} \times (\mathbf {H} _{2}-\mathbf {H} _{1})=\mathbf {j} _{sz}}
- 4. A mágneses indukció normális komponense folytonosan megy át a felületen: {\displaystyle \mathbf {n} \cdot (\mathbf {B} _{1}-\mathbf {B} _{2})=0}

## A Maxwell-egyenletek kovariáns alakja
A klasszikus mechanika szimmetriacsoportja az ún. Galilei-csoport: minden egyenletének alakja és a benne szereplő konstansok invariánsak a csoport elemei, mint transzformációk hatására. A Maxwell-egyenletek szimmetriacsoportja nem a Galilei-csoport. Ennek a ténynek a szemléltetésére általában a vákuumbeli síkhullámmegoldásokat hozzák fel. Vákuumban a mikroszkopikus egyenletek a
{\displaystyle \nabla \cdot \mathbf {E} =0}
{\displaystyle \nabla \times \mathbf {E} =-{\frac {\partial \mathbf {B} }{\partial t}}}
{\displaystyle \nabla \cdot \mathbf {B} =0}
{\displaystyle \nabla \times \mathbf {B} ={\frac {1}{c^{2}}}{\frac {\partial \mathbf {E} }{\partial t}}}
alakot veszik fel. Ezek átalakításával adódnak az E-re és a B-re vonatkozó hullámegyenletek:
{\displaystyle \Delta \mathbf {E} -{\frac {1}{c^{2}}}{\frac {\partial ^{2}\mathbf {E} }{\partial t^{2}}}=0,}
{\displaystyle \Delta \mathbf {B} -{\frac {1}{c^{2}}}{\frac {\partial ^{2}\mathbf {B} }{\partial t^{2}}}=0,}
ahol {\displaystyle \Delta } a Laplace-operátor. Az egyenletek legegyszerűbb megoldásai a síkhullámok:
{\displaystyle \mathbf {E(x} ,t)=\mathbf {E} _{0}e^{i(\mathbf {kx} +\omega t)},}
{\displaystyle \mathbf {B(x} ,t)=\mathbf {B} _{0}e^{i(\mathbf {kx} +\omega t)},}
ahol E0 és B0 konstans vektormezők, k valós vektor-, ω pedig valós számparaméter. Ezek akkor elégítik ki az üres tér egyenleteit, ha fennállnak az 
{\displaystyle \mathbf {E} _{0}\cdot \mathbf {k} =0,}
{\displaystyle \mathbf {B} _{0}\cdot \mathbf {k} =0,}
{\displaystyle \mathbf {B} _{0}\times \mathbf {k} ={\frac {\omega }{c^{2}}}\mathbf {E} _{0},}
algebrai egyenletek. A hullámszámvektor (k) és a hullám körfrekvenciája (ω) között az alábbi összefüggések érvényesek:
{\displaystyle k=|\mathbf {k} |={\frac {\omega }{c}}={\frac {2\pi }{Tc}}={\frac {1}{\lambda }}.}
{\displaystyle \lambda } a hullám hullámhossza, {\displaystyle T} a hullám periódusideje. A hullám fázissebessége:
{\displaystyle v_{f}={\frac {d\omega }{dk}}=c,}
melyet fénysebességnek hívunk. A hullám csoportsebessége:
{\displaystyle {\frac {\partial \omega }{\partial \mathbf {k} }}=c{\frac {\mathbf {k} }{k}}.}
A fentiekből kitűnik, hogy a hullám diszperziós relációja
{\displaystyle \omega ^{2}=c^{2}\mathbf {k} ^{2},}
ami a lehető legegyszerűbb diszperziós reláció. A hullám {\displaystyle c} fázissebessége sebesség dimenziójú, (jelenlegi tudásunk szerint) mérhető mennyiség, ennélfogva egy speciális (a térbeli forgatásokat és az idő- és térbeli eltolásokat, valamint skálatranszformációkat nem tartalmazó) Galilei-transzformáció során sebesség módjára transzformálódik: ha {\displaystyle {\mathcal {K}}\ (\mathbf {x} ,t)} koordinátáit és {\displaystyle {\mathcal {K'}}\ (\mathbf {x} ',t')} koordinátáit a 
{\displaystyle \mathbf {x} '=\mathbf {x} -\mathbf {V} t,\quad t'=t}
transzformációs képletek kapcsolják össze, akkor a 
{\displaystyle \mathbf {c} =c{\frac {\mathbf {k} }{k}}}
csoportsebesség transzformációja:
{\displaystyle \mathbf {c} '=\mathbf {c} -\mathbf {V} },
aminek normája pedig:
{\displaystyle c'={\sqrt {c^{2}-2\cdot \mathbf {c\cdot V} +V^{2}}}.}
Ha feltesszük, hogy a Galilei-csoportot alkotó transzformációk meghagyják az egyenletek alakját és a benne szereplő konstansokat, akkor a hullámegyenletek alakja {\displaystyle {\mathcal {K'}}} rendszerben
{\displaystyle \Delta '\mathbf {E} '-{\frac {1}{c^{2}}}{\frac {\partial ^{2}\mathbf {E} '}{\partial t'^{2}}}=0,}
{\displaystyle \Delta '\mathbf {B} '-{\frac {1}{c^{2}}}{\frac {\partial ^{2}\mathbf {B} '}{\partial t'^{2}}}=0,}
ahol {\displaystyle \Delta '} a vesszős koordinátákra vonatkozó Laplace-operátor. Az egyenletek megoldásai most is síkhullámok:
{\displaystyle \mathbf {E'(x'} ,t')=\mathbf {E'} _{0}e^{i(\mathbf {k'x'} +\omega 't')},}
{\displaystyle \mathbf {B'(x'} ,t')=\mathbf {B'} _{0}e^{i(\mathbf {k'x'} +\omega 't')},}
ugyanakkor {\displaystyle c} állandó volta miatt a fázissebesség most is 
{\displaystyle v_{f}'=c'=c.}
Az előzőekben közölt számítások szerint azonban
{\displaystyle c'={\sqrt {c^{2}-2\cdot \mathbf {c\cdot V} +V^{2}}}=c,}
ami csak a legritkább esetben teljesül, tehát ellentmondás lépett fel.
Ha felírjuk a kontinuitási egyenletet:
{\displaystyle \nabla \cdot \mathbf {J} +{\partial \rho  \over \partial t}=0,\,}
ahol a {\displaystyle \rho \,} a térfogati töltéssűrűséget jelenti. Kisebb átalakítások után a következő formára jutunk:
{\displaystyle {\partial \mathbf {J} _{x} \over \partial x}+{\partial \mathbf {J} _{y} \over \partial y}+{\partial \mathbf {J} _{z} \over \partial z}+{\partial c\rho  \over \partial ct}=0,\,}
Ez a {\displaystyle j^{\mu }} négyesvektor divergenciája {\displaystyle j^{\mu }=(\mathbf {J} ,c\rho )}
Így a töltésmegmaradás törvényének kovariáns alakja a:
{\displaystyle {\partial j^{\mu } \over \partial x^{\mu }}=0}
A Lorentz-feltételt (ami a vektor- és skalárpotenciált kapcsolja össze):
{\displaystyle \mathrm {div} \mathbf {A} +{\frac {1}{c^{2}}}{\partial \Phi  \over \partial t}=0}
átírhatjuk a következő formába
{\displaystyle {\partial \mathbf {A} _{x} \over \partial x}+{\partial \mathbf {A} _{y} \over \partial y}+{\partial \mathbf {A} _{z} \over \partial z}+{\partial {\frac {1}{c}}\Phi  \over \partial ct}=0,\,}
Ennek alapján képezzük a négyespotenciált:
{\displaystyle A^{\mu }=(\mathbf {A} ,{\frac {1}{c}}\Phi )}
Így a Lorentz-feltétel kovariáns alakja:
{\displaystyle {\partial A^{\mu } \over \partial x^{\mu }}=0}

## Külső hivatkozások
- Maxwell egyenletek a HAMwikin